# Venere Verticordia (Rossetti)
Venere Verticordia (Venus Verticordia) è un dipinto a olio su tela del pittore inglese Dante Gabriel Rossetti, realizzato tra il 1864 e il 1868 e attualmente conservato al Museo e Galleria d'Arte Russell-Cotes, presso Bournemouth.

## Storia

Uno studio a matita per l'opera.

Il dipinto venne commissionato dal mecenate John Mitchell di Bradford nel 1863, dopo aver visto un disegno a carboncino di una modella il cui corpo sarà quello del dipinto. Non si conosce l'identità di questa donna, che venne descritta come una "cuoca straordinariamente bella" che l'artista aveva incontrato per strada. Rossetti scrisse anche una poesia per accompagnare l'opera.
Rossetti lavorò al dipinto fino al 1868, dopodiché venne spedito a Mitchell nel 1869. Nel 1867 Rossetti aveva modificato il volto di Venere, dandogli le sembianze di Alexa Wilding. Algernon Charles Swinburne fece una descrizione dell'opera nei suoi "Appunti sull'esibizione all'Accademia Reale del 1868" (Notes on the Royal Academy Exhibition, 1868). Il quadro entrò nelle collezioni dal museo Russel-Cotes nel 1945, dopo essere stato acquistato grazie al fondo nazionale delle collezioni d'arte.
Una versione ad acquerello del 1868 venne venduta all'asta da Sotheby's nel 2014.

## Descrizione e simbologia

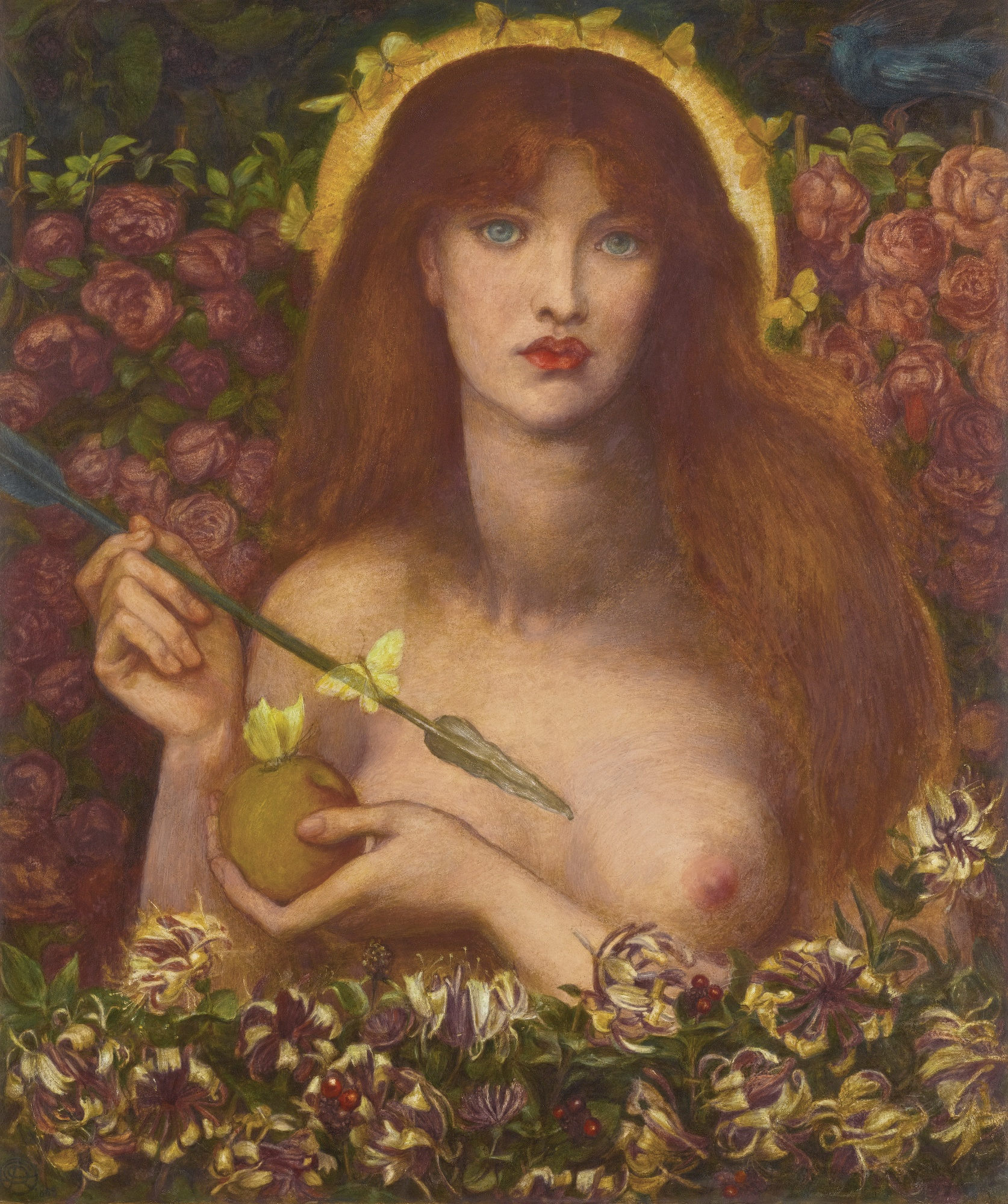
Una versione ad acquerello del 1868.

Il dipinto è una raffigurazione della dea Venere, rappresentata come una giovane seminuda con un'aureola dorata e dei lunghi capelli ramati, circondata da fiori rosa in un giardino verde e lussureggiante. In una mano tiene una mela d'oro (che copre uno dei suoi seni), mentre nell'altra tiene una freccia puntata verso il proprio cuore: e su entrambe si trovano due piccole farfalle gialle, mentre altre farfalle circondano l'aureola. Il titolo è un epiteto della dea, che in latino significa "Venere che cambia i cuori".
Questo è il primo e unico grande dipinto ad olio di Rossetti a raffigurare un nudo artistico, oltre ad avere un simbolismo erotico lampante. La donna è circondata da una massa di rose e caprifogli, che durante l'era vittoriana potevano essere visti come una metafora sensuale e velata della sessualità femminile. La freccia dalla punta aurea tenuta da Venere è la freccia di Cupido, il dio del desiderio, ed è rivolta verso la parte sinistra del suo petto, dove si trova il cuore, come a suggerire allo spettatore l'invocazione di un desiderio incontrollabile.
La mela d'oro tenuta nell'altra mano è il pomo della discordia, che la dea vinse nel giudizio di Paride. Nella mitologia greco-romana questo evento porterà alla guerra di Troia, in quanto Paride viene attratto dal desiderio per la bella Elena di Sparta, il cui amore gli viene offerto da Venere (Afrodite per i greci). La mela richiama inoltre il frutto proibito e la tentazione di Eva narrata nel libro della Genesi. Questo contrasta con l'aureola che circonda Venere, un tipico segno di santità e, nel caso dei personaggi femminili, di purezza. Le farfalle sono viste tradizionalmente come dei simboli dell'anima, quindi le farfalle gialle potrebbero rappresentare l'anima di Venere. 

## Accoglienza
John Ruskin, un critico d'arte molto famoso e un sostenitore di lunga data della confraternita preraffaellita, si oppose fortemente al tono e all'aspetto sessuale di questo dipinto. Dato che Rossetti si stava allontanando dal suo primo stile, più convenzionale a quello degli altri preraffaelliti, le sue opere cominciarono a scontrarsi con la natura conservatrice ruschiniana. Dall'epistolario tra i due si evince come i rapporti tra loro stessero peggiorando. Ruskin descrisse così l'opera dopo averla vista nello studio di Rossetti: